# Мішель Хеннер
Мішель Хеннер (ісп. Michelle Jenner Husson, *14 вересня 1986) — іспанська акторка, телеведуча й журналістка.

## Вибіркова фільмографія
- Дуже іспанське кіно (2009)
- Прибулець з космосу (2011)
- Не бійся (2011)
- «Ізабелла» (2012—2014)
- Всі жінки (2013)
- Джульєтта (2016)
- Пташиний короб Барселона (2023)

## Телебачення
- Люди Пако (2005—2010)
- Ізабелла (2012—2014)
- Міністерство часу (2015)